# Richard Morris
Pour les articles homonymes, voir Richard Morris et Morris.
Richard Morris est un scénariste et acteur américain né le 14 mai 1924 à Burlingame, Californie (États-Unis), décédé le 27 avril 1996 à Los Angeles (Californie).

## Filmographie

### comme scénariste
- 1952 : Finders Keepers (en)
- 1952 : Ma and Pa Kettle at the Fair (en)
- 1962 : Un mari en laisse (If a Man Answers)
- 1967 : Thoroughly Modern Millie
- 1969 : Change of Habit

### comme acteur
- 1951 : Le Voleur de Tanger (The Prince Who Was a Thief) : Taif
- 1952 : Les Ensorcelés (The Bad and the Beautiful) : Leading Man